# Foxfire Light
Pour les articles homonymes, voir Foxfire.
Pour plus de détails, voir Fiche technique et Distribution.
Foxfire Light est un film américain, réalisé par Allen Baron et sorti en 1982.

## Synopsis
Une fille gâtée et riche se retrouve confrontée à un propriétaire de ranch qui refuse de se laisser intimider par elle.

## Fiche technique
- Titre : Foxfire Light
- Titre original : Foxfire Light
- Réalisation : Allen Baron
- Scénario : Janet Dailey
- Photographie : Thomas E. Ackerman
- Premier assistant réalisateur : Bill Green
- Second assistant réalisateur : Skip Surguine
- Production : Bill Dailey
- Date de sortie : 1982 (USA)
- Genre : Drame, Romance

## Distribution
- Leslie Nielsen : Reece Morgan
- Tippi Hedren : Elizabeth Morgan
- Lara Parker : Rachel Parmelee
- Barry Van Dyke : Linc Wilder
- Burton Gilliam : Deke
- Faye Grant : Joanna Morgan